# Glockengießerei Hamm-Hofweber

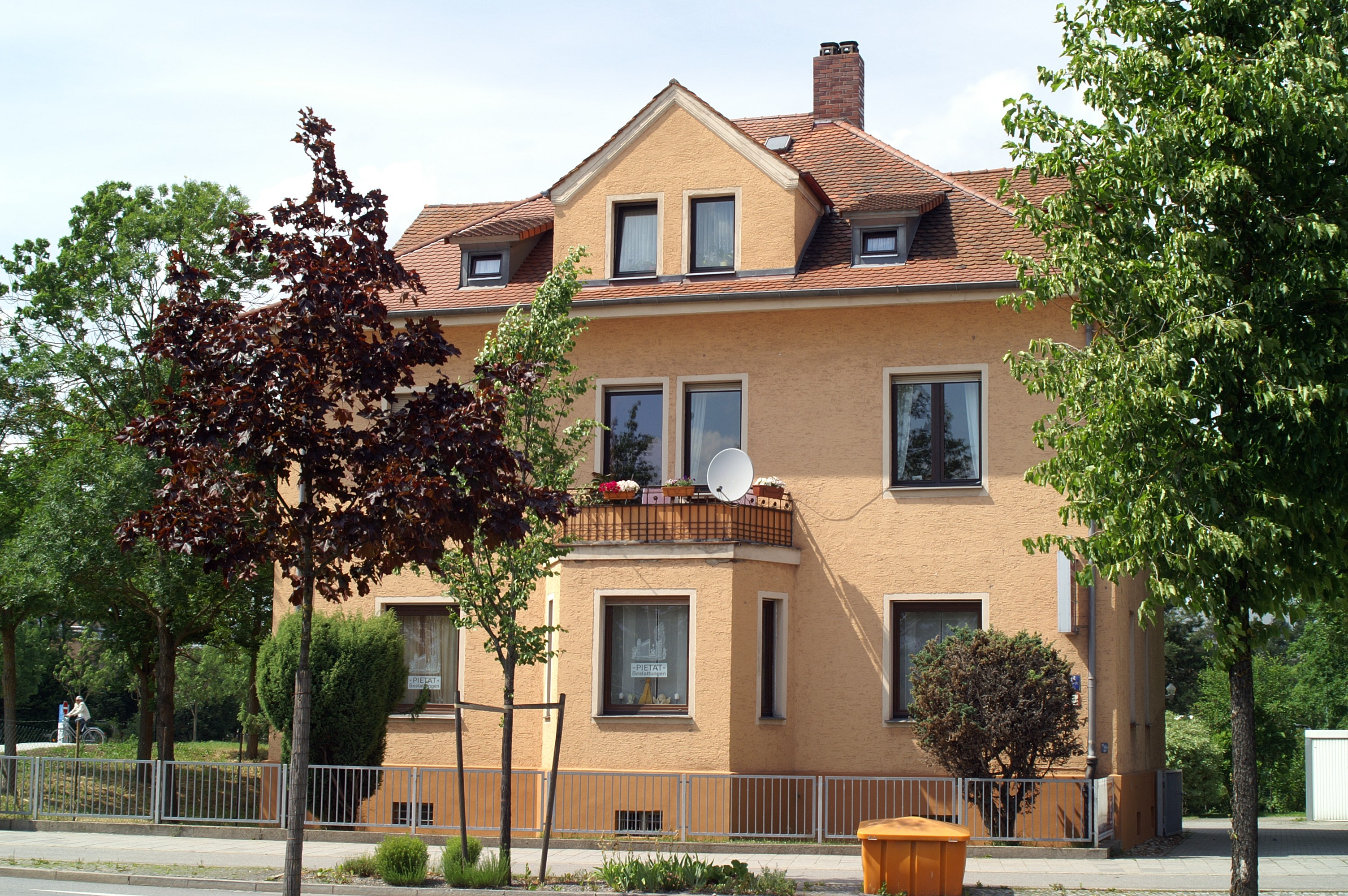
Ehemaliges Wohn- und Geschäftshaus der Glockengießerei Hamm-Hofweber in der Prüfeninger Straße 78. (Februar 2022 abgerissen)

Die Glockengießerei Hamm-Hofweber wurde im Jahre 1907 in Regensburg nahe dem Stadtteil Großprüfening gegründet. Das Unternehmen firmierte zunächst unter Glockengießerei Hamm und später unter Glockengießerei Hofweber und hat bis 1967 mehrere hundert Glocken gegossen.

## Geschichte
Karl Hamm, der aus der Familie der Glockengießerei Hamm in Frankenthal in der Pfalz stammte, gründete 1907 eine Glockengießerei in seinem neu bebauten Anwesen in der Prüfeninger Straße 78. Neben seinem Wohnhaus an der Prüfeninger Straße erbaute er nördlich in seinem Grundstück auch ein Gießhaus. Er schuf einige hundert Glocken. Viele waren von so guter Qualität, dass sie im Ersten Weltkrieg nicht zur Waffenproduktion eingezogen wurden. Um das Jahr 1950 übergab er den Betrieb aus Altersgründen an seinen Mitarbeiter Georg Hofweber. Dieser goss noch zahlreiche Glocken. Durch die nach und nach ergänzten Kriegslücken sank die Auftragslage erheblich. Hofweber spezialisierte sich daher zunehmend auf den Bau von Stahlglockenstühlen. Die durch Stahlsägen bedingte Schallemission verursachte oft Beschwerden seitens der umliegenden Nachbarschaft und aus dem nahe gelegenen Krankenhaus der Barmherzigen Brüder.
Der letzte derzeit bekannte Glockenguss erfolgte im Jahr 1967 für St. Michael in Oberhinkofen. Ein bedeutender Einschnitt in die Firmengeschichte war das Jahr 1968: Es wurde beschlossen, durch die Stadt Regensburg die Westumgehung zu bauen. Die betroffenen Grundstücke mussten dafür an den Staat verkauft werden. Die nordwestliche Grundstücksgrenze der Glockengießerei wurde neu definiert und führte so nahezu mitten durch das Gießhaus. Daher wurde das Gießhaus abgerissen, das verbliebene Wohnhaus an einen Nachbarn verkauft und der Betrieb stillgelegt. Aus statischen Gründen wurden die übrig gebliebenen Fundamente des ehemaligen Gießhauses im Boden belassen. Bis zur baulichen Umgestaltung des Grundstücks war die Südostecke im Bodenverlauf bis Februar 2022 deutlich erkennbar.

## Glocken von Karl Hamm (Auswahl)
- Christkönig (Wolfsegg)
- Mariä Himmelfahrt (Gangkofen)
- St. Vitus (Weichering)
- Zu Unserer Lieben Frau vom Kreuzberg
- St. Michael (Donaustauf)

## Glocken von Georg Hofweber (Auswahl)
- St. Vitus (Schnaittenbach)
- St. Johannes (Gebelkofen)
- Wieskirche
- Zu Unserer Lieben Frau vom Kreuzberg
- Herz Marien (Regensburg)
- St. Michael (Donaustauf)
- St. Michael (Oberhinkofen)